# 歌川国虎 (2代目)

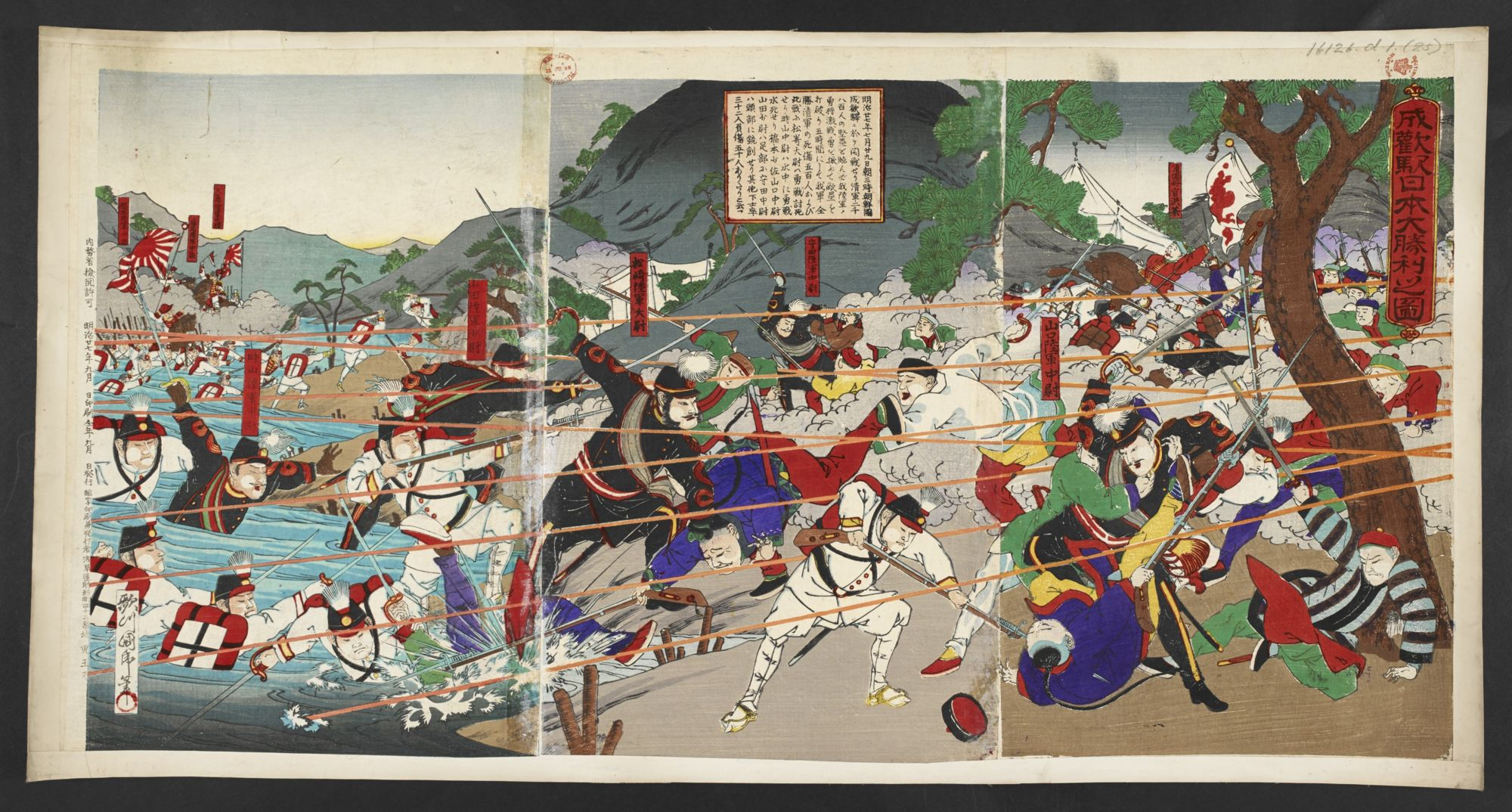
「成歓駅日本大勝利之図」　二代目国虎画。

二代目 歌川国虎 （にだいめ うたがわ くにとら、生年不明 - 明治29年〈1896年〉）とは、明治時代の浮世絵師。

## 来歴
三代目歌川国貞の門人。本姓は渡辺、名は丑太郎。はじめ政員（まさかず）、後に国虎。梅筵、梅園、歌虎（うたとら）と称す。作画期は明治20年代頃で、日清戦争を描いた錦絵を残している。

## 作品
- 「成歓駅日本大勝利之図」　大判錦絵3枚続　大英図書館所蔵　※明治27年（1894年）
- 「朝鮮国牙山開戦日本大勝利之図」　大判錦絵3枚続　大英図書館所蔵　※明治27年
- 「奉天府城激戦之図」